# Balise de signalisation de tête d'îlot en France

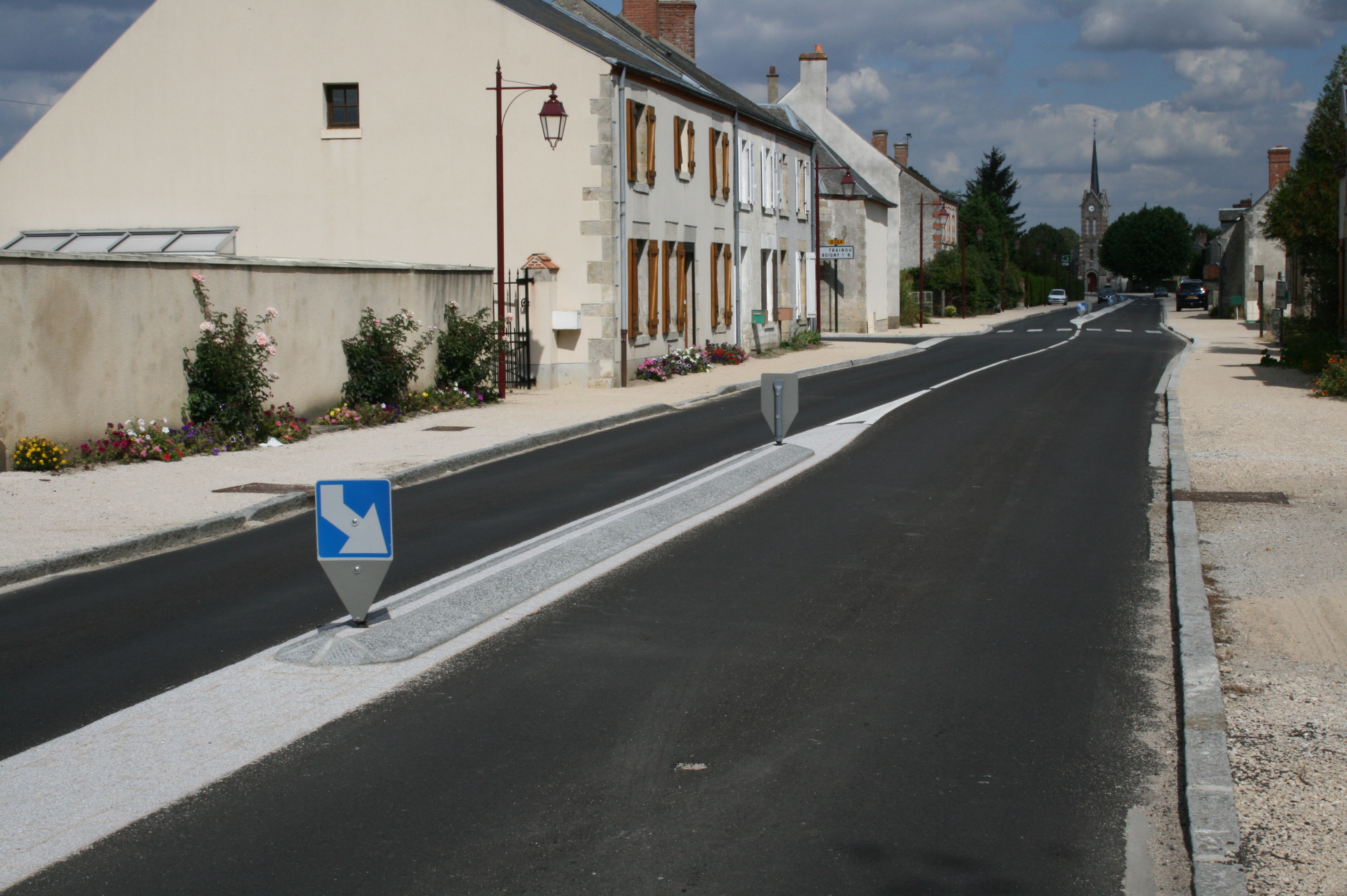
Balises J5

La balise de signalisation de tête d’îlot (J5) est une balise qui invite au contournement par la droite d'un îlot séparateur central en saillie et annoncé par une ligne continue, à l'exclusion des îlots peints. Elle n'a pas valeur d’obligation comme la ligne continue, mais elle améliore la perception éloignée de l'îlot, de jour comme de nuit.

## Descriptif
La balise J5 est carrée. Son décor est constitué d'une large flèche blanche coudée vers le bas à droite sur un fond bleu. Elle est rétroréfléchissante. Ses dimensions sont identiques à celles des panneaux carrés et sont à adapter de la même façon en fonction du type de route sur laquelle elle est utilisée.
Il existe ainsi cinq gammes de dimensions définies pour les balises J5 :
| Gamme       | Dimension du panneau |
| ----------- | -------------------- |
| Très grande | 1050 mm              |
| Grande      | 900 mm               |
| Normale     | 700 mm               |
| Petite      | 500 mm               |
| Miniature   | 350 mm               |

## Implantation
- La hauteur d'implantation de la balise J5 doit être d'un mètre, mais elle peut être adaptée afin de tenir compte des circonstances locales (visibilité, masque à la circulation, gabarit de véhicules, etc.)[1]. Elle est implantée sur le nez d'îlot.
- La balise J5 signale un contournement d'îlot par la droite. Elle ne peut être implantée qu'après une ligne blanche continue. S'il y a absence de ligne blanche continue, le panneau B21a1 doit alors être utilisé.